# Печёнкин, Пётр Степанович
Пётр Степанович Печёнкин (12 января 1919, посёлок Курьи, Екатеринбургская губерния — 1993) — советский шахматный композитор; мастер спорта СССР по шахматной композиции (1968). Юрист.
С 1938 опубликовал 115 задач различных жанров и этюдов. На конкурсах удостоен 80 отличий, в том числе 12 первых призов. Финалист 4—8-го личных чемпионатов СССР (1955—1967); 8-й чемпионат (1967) — 4-е место (двухходовки), 7-й (1965) и 8-й (1967) — 5-е место (многоходовки).

## Этюды
|   | a | b | c | d | e | f | g | h |   |
| - | --- | --- | --- | --- | --- | --- | --- | --- | - |
| 8 | d7 белый конь · h7 чёрный король · e4 чёрный конь · h4 чёрная пешка · a3 чёрная пешка · f3 белый король · g3 белый конь · h3 белая пешка | d7 белый конь · h7 чёрный король · e4 чёрный конь · h4 чёрная пешка · a3 чёрная пешка · f3 белый король · g3 белый конь · h3 белая пешка | d7 белый конь · h7 чёрный король · e4 чёрный конь · h4 чёрная пешка · a3 чёрная пешка · f3 белый король · g3 белый конь · h3 белая пешка | d7 белый конь · h7 чёрный король · e4 чёрный конь · h4 чёрная пешка · a3 чёрная пешка · f3 белый король · g3 белый конь · h3 белая пешка | d7 белый конь · h7 чёрный король · e4 чёрный конь · h4 чёрная пешка · a3 чёрная пешка · f3 белый король · g3 белый конь · h3 белая пешка | d7 белый конь · h7 чёрный король · e4 чёрный конь · h4 чёрная пешка · a3 чёрная пешка · f3 белый король · g3 белый конь · h3 белая пешка | d7 белый конь · h7 чёрный король · e4 чёрный конь · h4 чёрная пешка · a3 чёрная пешка · f3 белый король · g3 белый конь · h3 белая пешка | d7 белый конь · h7 чёрный король · e4 чёрный конь · h4 чёрная пешка · a3 чёрная пешка · f3 белый король · g3 белый конь · h3 белая пешка | 8 |
| 7 | d7 белый конь · h7 чёрный король · e4 чёрный конь · h4 чёрная пешка · a3 чёрная пешка · f3 белый король · g3 белый конь · h3 белая пешка | d7 белый конь · h7 чёрный король · e4 чёрный конь · h4 чёрная пешка · a3 чёрная пешка · f3 белый король · g3 белый конь · h3 белая пешка | d7 белый конь · h7 чёрный король · e4 чёрный конь · h4 чёрная пешка · a3 чёрная пешка · f3 белый король · g3 белый конь · h3 белая пешка | d7 белый конь · h7 чёрный король · e4 чёрный конь · h4 чёрная пешка · a3 чёрная пешка · f3 белый король · g3 белый конь · h3 белая пешка | d7 белый конь · h7 чёрный король · e4 чёрный конь · h4 чёрная пешка · a3 чёрная пешка · f3 белый король · g3 белый конь · h3 белая пешка | d7 белый конь · h7 чёрный король · e4 чёрный конь · h4 чёрная пешка · a3 чёрная пешка · f3 белый король · g3 белый конь · h3 белая пешка | d7 белый конь · h7 чёрный король · e4 чёрный конь · h4 чёрная пешка · a3 чёрная пешка · f3 белый король · g3 белый конь · h3 белая пешка | d7 белый конь · h7 чёрный король · e4 чёрный конь · h4 чёрная пешка · a3 чёрная пешка · f3 белый король · g3 белый конь · h3 белая пешка | 7 |
| 6 | d7 белый конь · h7 чёрный король · e4 чёрный конь · h4 чёрная пешка · a3 чёрная пешка · f3 белый король · g3 белый конь · h3 белая пешка | d7 белый конь · h7 чёрный король · e4 чёрный конь · h4 чёрная пешка · a3 чёрная пешка · f3 белый король · g3 белый конь · h3 белая пешка | d7 белый конь · h7 чёрный король · e4 чёрный конь · h4 чёрная пешка · a3 чёрная пешка · f3 белый король · g3 белый конь · h3 белая пешка | d7 белый конь · h7 чёрный король · e4 чёрный конь · h4 чёрная пешка · a3 чёрная пешка · f3 белый король · g3 белый конь · h3 белая пешка | d7 белый конь · h7 чёрный король · e4 чёрный конь · h4 чёрная пешка · a3 чёрная пешка · f3 белый король · g3 белый конь · h3 белая пешка | d7 белый конь · h7 чёрный король · e4 чёрный конь · h4 чёрная пешка · a3 чёрная пешка · f3 белый король · g3 белый конь · h3 белая пешка | d7 белый конь · h7 чёрный король · e4 чёрный конь · h4 чёрная пешка · a3 чёрная пешка · f3 белый король · g3 белый конь · h3 белая пешка | d7 белый конь · h7 чёрный король · e4 чёрный конь · h4 чёрная пешка · a3 чёрная пешка · f3 белый король · g3 белый конь · h3 белая пешка | 6 |
| 5 | d7 белый конь · h7 чёрный король · e4 чёрный конь · h4 чёрная пешка · a3 чёрная пешка · f3 белый король · g3 белый конь · h3 белая пешка | d7 белый конь · h7 чёрный король · e4 чёрный конь · h4 чёрная пешка · a3 чёрная пешка · f3 белый король · g3 белый конь · h3 белая пешка | d7 белый конь · h7 чёрный король · e4 чёрный конь · h4 чёрная пешка · a3 чёрная пешка · f3 белый король · g3 белый конь · h3 белая пешка | d7 белый конь · h7 чёрный король · e4 чёрный конь · h4 чёрная пешка · a3 чёрная пешка · f3 белый король · g3 белый конь · h3 белая пешка | d7 белый конь · h7 чёрный король · e4 чёрный конь · h4 чёрная пешка · a3 чёрная пешка · f3 белый король · g3 белый конь · h3 белая пешка | d7 белый конь · h7 чёрный король · e4 чёрный конь · h4 чёрная пешка · a3 чёрная пешка · f3 белый король · g3 белый конь · h3 белая пешка | d7 белый конь · h7 чёрный король · e4 чёрный конь · h4 чёрная пешка · a3 чёрная пешка · f3 белый король · g3 белый конь · h3 белая пешка | d7 белый конь · h7 чёрный король · e4 чёрный конь · h4 чёрная пешка · a3 чёрная пешка · f3 белый король · g3 белый конь · h3 белая пешка | 5 |
| 4 | d7 белый конь · h7 чёрный король · e4 чёрный конь · h4 чёрная пешка · a3 чёрная пешка · f3 белый король · g3 белый конь · h3 белая пешка | d7 белый конь · h7 чёрный король · e4 чёрный конь · h4 чёрная пешка · a3 чёрная пешка · f3 белый король · g3 белый конь · h3 белая пешка | d7 белый конь · h7 чёрный король · e4 чёрный конь · h4 чёрная пешка · a3 чёрная пешка · f3 белый король · g3 белый конь · h3 белая пешка | d7 белый конь · h7 чёрный король · e4 чёрный конь · h4 чёрная пешка · a3 чёрная пешка · f3 белый король · g3 белый конь · h3 белая пешка | d7 белый конь · h7 чёрный король · e4 чёрный конь · h4 чёрная пешка · a3 чёрная пешка · f3 белый король · g3 белый конь · h3 белая пешка | d7 белый конь · h7 чёрный король · e4 чёрный конь · h4 чёрная пешка · a3 чёрная пешка · f3 белый король · g3 белый конь · h3 белая пешка | d7 белый конь · h7 чёрный король · e4 чёрный конь · h4 чёрная пешка · a3 чёрная пешка · f3 белый король · g3 белый конь · h3 белая пешка | d7 белый конь · h7 чёрный король · e4 чёрный конь · h4 чёрная пешка · a3 чёрная пешка · f3 белый король · g3 белый конь · h3 белая пешка | 4 |
| 3 | d7 белый конь · h7 чёрный король · e4 чёрный конь · h4 чёрная пешка · a3 чёрная пешка · f3 белый король · g3 белый конь · h3 белая пешка | d7 белый конь · h7 чёрный король · e4 чёрный конь · h4 чёрная пешка · a3 чёрная пешка · f3 белый король · g3 белый конь · h3 белая пешка | d7 белый конь · h7 чёрный король · e4 чёрный конь · h4 чёрная пешка · a3 чёрная пешка · f3 белый король · g3 белый конь · h3 белая пешка | d7 белый конь · h7 чёрный король · e4 чёрный конь · h4 чёрная пешка · a3 чёрная пешка · f3 белый король · g3 белый конь · h3 белая пешка | d7 белый конь · h7 чёрный король · e4 чёрный конь · h4 чёрная пешка · a3 чёрная пешка · f3 белый король · g3 белый конь · h3 белая пешка | d7 белый конь · h7 чёрный король · e4 чёрный конь · h4 чёрная пешка · a3 чёрная пешка · f3 белый король · g3 белый конь · h3 белая пешка | d7 белый конь · h7 чёрный король · e4 чёрный конь · h4 чёрная пешка · a3 чёрная пешка · f3 белый король · g3 белый конь · h3 белая пешка | d7 белый конь · h7 чёрный король · e4 чёрный конь · h4 чёрная пешка · a3 чёрная пешка · f3 белый король · g3 белый конь · h3 белая пешка | 3 |
| 2 | d7 белый конь · h7 чёрный король · e4 чёрный конь · h4 чёрная пешка · a3 чёрная пешка · f3 белый король · g3 белый конь · h3 белая пешка | d7 белый конь · h7 чёрный король · e4 чёрный конь · h4 чёрная пешка · a3 чёрная пешка · f3 белый король · g3 белый конь · h3 белая пешка | d7 белый конь · h7 чёрный король · e4 чёрный конь · h4 чёрная пешка · a3 чёрная пешка · f3 белый король · g3 белый конь · h3 белая пешка | d7 белый конь · h7 чёрный король · e4 чёрный конь · h4 чёрная пешка · a3 чёрная пешка · f3 белый король · g3 белый конь · h3 белая пешка | d7 белый конь · h7 чёрный король · e4 чёрный конь · h4 чёрная пешка · a3 чёрная пешка · f3 белый король · g3 белый конь · h3 белая пешка | d7 белый конь · h7 чёрный король · e4 чёрный конь · h4 чёрная пешка · a3 чёрная пешка · f3 белый король · g3 белый конь · h3 белая пешка | d7 белый конь · h7 чёрный король · e4 чёрный конь · h4 чёрная пешка · a3 чёрная пешка · f3 белый король · g3 белый конь · h3 белая пешка | d7 белый конь · h7 чёрный король · e4 чёрный конь · h4 чёрная пешка · a3 чёрная пешка · f3 белый король · g3 белый конь · h3 белая пешка | 2 |
| 1 | d7 белый конь · h7 чёрный король · e4 чёрный конь · h4 чёрная пешка · a3 чёрная пешка · f3 белый король · g3 белый конь · h3 белая пешка | d7 белый конь · h7 чёрный король · e4 чёрный конь · h4 чёрная пешка · a3 чёрная пешка · f3 белый король · g3 белый конь · h3 белая пешка | d7 белый конь · h7 чёрный король · e4 чёрный конь · h4 чёрная пешка · a3 чёрная пешка · f3 белый король · g3 белый конь · h3 белая пешка | d7 белый конь · h7 чёрный король · e4 чёрный конь · h4 чёрная пешка · a3 чёрная пешка · f3 белый король · g3 белый конь · h3 белая пешка | d7 белый конь · h7 чёрный король · e4 чёрный конь · h4 чёрная пешка · a3 чёрная пешка · f3 белый король · g3 белый конь · h3 белая пешка | d7 белый конь · h7 чёрный король · e4 чёрный конь · h4 чёрная пешка · a3 чёрная пешка · f3 белый король · g3 белый конь · h3 белая пешка | d7 белый конь · h7 чёрный король · e4 чёрный конь · h4 чёрная пешка · a3 чёрная пешка · f3 белый король · g3 белый конь · h3 белая пешка | d7 белый конь · h7 чёрный король · e4 чёрный конь · h4 чёрная пешка · a3 чёрная пешка · f3 белый король · g3 белый конь · h3 белая пешка | 1 |
|   | a | b | c | d | e | f | g | h |   |

1.Кf8+ Крg8 2.К:e4 a2 3.Кe6 a1Ф 4.К4g5 ничья, 

или 3…Крf7 4.К6g5+ Крg6 5.Крg2! a1Ф (5…Крf5 6.Кd2) 

6.Кf3 и 7.Кfd2 с ничьей, так как белый король будет маневрировать по полям g2 и h2. 

Синтез блокады (первый вариант) и крепости (второй вариант).